# Lötstift

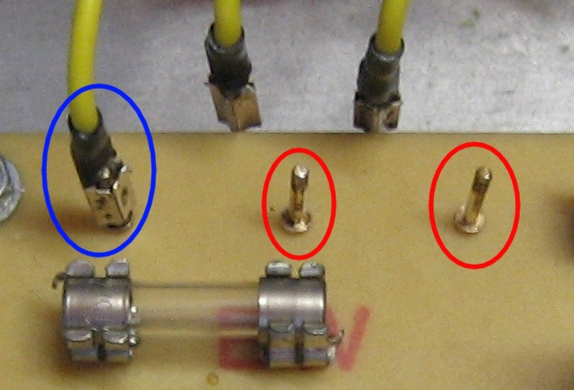
Leiterplatte mit Lötstiften für Steckverbindung

Ein Lötstift ist ein relativ kurzer Stift aus leitendem und lötfähigen Material, der zur Herstellung einer leitfähigen Verbindung zwischen der Leiterplatte und einem Bauelement bzw. als Bauteil in Durchsteckmontage (=THT-Technologie = Through-Hole-Technologie) dient. Typischerweise sind die Lötstifte rund, es gibt aber auch quadratische Stifte. 
Die Oberfläche der Lötstifte besteht aus einem gut lötfähigen Material, welches ebenfalls gleichzeitig als Korrosionsschutz dient. Typischerweise besteht die Oberfläche aus Zinn, manchmal auch Nickel oder Silber. Weiterhin kann je nach Ausführung auch nur der direkt lötbare Bereich des Lötstifts partiell aus einer lötfähigen Oberflächenbeschichtung bestehen. 
Bei leichten Bauelementen dienen Lötstifte zugleich zur mechanischen Befestigung auf der Leiterplatte. 
Lötstifte gibt es einzeln zum Befestigen in der Leiterplatte, sie können zum Beispiel als Lötstützpunkte verwendet werden. Es gibt aber auch Bauelemente, die anstelle von Drähten Lötstifte als Anschlüsse haben. Die Lötstifte sind je nach Bauform in die elektrischen Bauelemente eingepresst oder bei der Herstellung der Gehäuse mit dem Kunststoffwerkstoff umspritzt. Diese Anschlüsse sind zur Montage auf Leiterplatten vorgesehen. Die Verbindung zur Leiterplatte erfolgt durch Löten.
Alternativ wird der Lötstift auch „Printanschluss“ genannt. Der Name geht darauf zurück, dass Leiterplatten auch als gedruckte Schaltungen bezeichnet werden. Dagegen dienen Lötösen und Lötleisten als Anschluss für die freie Verdrahtung.

## Darstellung
In Schaltbildern werden die Lötstifte häufig nicht dargestellt, aber im Verdrahtungsplan, auf Bestückungsplänen und in Stücklisten (sofern sie separate Bauelemente sind).